# دون كينغ
دون كينغ (بالإنجليزية: Don King)‏ هو رائد أعمال وممثل أمريكي، ولد في 20 أغسطس 1931 بكليفلاند في الولايات المتحدة. من الجوائز التي نالها عضوية قاعة مشاهير الألعاب ‏.

## أعمال

### أفلام
- (1997) محامي الشيطان[6]

## جوائز
- عضوية قاعة مشاهير الألعاب [الإنجليزية]‏

## وصلات خارجية
- دون كينغ على موقع بوكس ريك (الإنجليزية) (registration required)

- دون كينغ على موقع IMDb (الإنجليزية)
- دون كينغ على موقع الموسوعة البريطانية (الإنجليزية)
- دون كينغ على موقع إن إن دي بي (الإنجليزية)
- دون كينغ على موقع قاعدة بيانات الفيلم (الإنجليزية)